# لازلو ناجي (كشاف)
لازلو ناجي (2 سبتمبر 1921 - 18 ديسمبر 2009) كان الأمين العام للمنظمة العالمية للحركة الكشفية من 1 مايو 1968 إلى 31 أكتوبر 1988 مواطن سويسري من أصل هنغاري كان عالم الاجتماع ومؤرخ وحاصل على دكتوراه في العلوم السياسية وهو صحفي سابق ومؤلف لعدد من الكتب عن السياسة.

## روابط خارجية
- موقع الكشافة